# Ângulo de Louis
Em medicina, o ângulo de Louis, ou ângulo de esterno, é um importante ponto anatômico formado pela junção do manúbrio com o corpo do osso esterno. Recebeu esse nome em homenagem ao cirurgião francês Antoine Louis.

## Anatomia
Sua importância está relacionada à contagem das costelas para realização de procedimentos e identificação de estruturas do mediastino.
- Ao palpar esse ponto, deslocando-se para a esquerda ou direita, encontra-se a segunda costela;[1]
- Separação do mediastino em inferior e superior;[1]
- Limite da base do coração;[1]
- Divisão da traqueia em brônquios principais.[1]